# Ų̄̂
Ų̄̂ (minuscule : ų̄̂), appelé U macron accent circonflexe ogonek, est une lettre latine utilisée dans l’écriture du kaska.
Il s’agit de la lettre U diacritée d’un macron, d’un accent circonflexe et d’un ogonek.

## Usage informatique
Le U macron accent circonflexe ogonek peut être représenté avec les caractères Unicode suivants : 
- précomposé et normalisé NFC (latin étendu A, diacritiques) :

| formes    | représentations | chaînes de caractères | points de code       | descriptions                                                                       |
| --------- | --------------- | --------------------- | -------------------- | ---------------------------------------------------------------------------------- |
| capitale  | Ų̄̂               | Ų◌̄◌̂                   | U+0172 U+0304 U+0302 | lettre majuscule latine u ogonek diacritique macron diacritique accent circonflexe |
| minuscule | ų̄̂               | ų◌̄◌̂                   | U+0173 U+0304 U+0302 | lettre minuscule latine u ogonek diacritique macron diacritique accent circonflexe |

- décomposé et normalisé NFD (latin de base, diacritiques) :

| formes    | représentations | chaînes de caractères | points de code              | descriptions                                                                                   |
| --------- | --------------- | --------------------- | --------------------------- | ---------------------------------------------------------------------------------------------- |
| capitale  | Ų̄̂               | U◌̨◌̄◌̂                  | U+0055 U+0328 U+0304 U+0302 | lettre majuscule latine u diacritique ogonek diacritique macron diacritique accent circonflexe |
| minuscule | ų̄̂               | u◌̨◌̄◌̂                  | U+0075 U+0328 U+0304 U+0302 | lettre minuscule latine u diacritique ogonek diacritique macron diacritique accent circonflexe |